# Васильєва Катерина Йосипівна
Катерина Йосипівна Васильєва (1900, Російська імперія — ?) — радянська діячка, член ВЦВК. Член Центральної контрольної комісії ВКП(б) у 1930—1934 роках.

## Життєпис
Працювала робітницею-швачкою.
Член РКП(б) з 1919 року.
У 1920-х роках — жіночий організатор ленінградської фабрики «Скороход».
На 1930 рік — робітниця у верстата ленінградської взуттєвої фабрики «Скороход».
Подальша доля невідома.